# Долгопрудная (платформа)
Долгопру́дная — остановочный пункт Савёловского направления Московской железной дороги в городе Долгопрудном Московской области, станция линии МЦД-1 «Белорусско-Савёловский» Московских центральных диаметров.
Назван по Долгим (Виноградовским) прудам, находящимся в километре к востоку (в данный момент на территории Москвы). От платформы в 1938 году получил название посёлок (с 1957 года — город Долгопрудный).
Время движения от Савёловского вокзала — 29 минут.

## Реконструкция
До 2020 года Долгопрудная состояла из двух боковых платформ, соединённых между собой настилом, на южном переходе через пути установлена так называемая «змейка» со светофором для обеспечения безопасности движения, в конце 2015 года так же был переоборудован переход и к северу от платформы.
С весны по осень 2013 года проведён ремонт обеих платформ. На обеих платформах имелись типовые навесы. Касса была расположена только на платформе «на Москву».
С апреля 2019 по осень 2020 производилась реконструкция данного остановочного пункта:
- Построены две новые платформы островного типа с навесами по всей длине[3];
- Реконструированы существующие пути, инженерные сети и коммуникации, проведено благоустройство прилегающей территории[4].
- Для безопасного выхода на платформы и перехода через железную дорогу построен надземный вестибюль с турникетно-кассовым залом (конкорс).

Во время реконструкции (С 26 июня 2019 по 19 октября 2020 года) поезда пригородного сообщения останавливались у временных деревянных платформ.
Количество путей в будущем предполагается увеличить до 4.
С запада от платформы проходил неэлектрифицированный подъездной путь на МКК, проходивший рядом с Новодачной от станции Марк, использовался только для грузового движения. В настоящее время демонтирован. По восточной полосе отвода железнодорожной линии проходит административная граница с районом Северный СВАО города Москвы.

## Движение пригородных поездов
|                  | В сторону Москвы                                                                                             | В сторону Лобни                                         |
| ---------------- | --- | ------------------------------------------------------- |
| Действующие      | |                                                         |
| экспресс         | Савёловский вокзал, Белорусский вокзал, Одинцово                                                             | Большая Волга, Дубна                                    |
| МЦД              | Одинцово | Лобня                                                   |
| Обычные пригород | Савёловский вокзал, Белорусский вокзал, Одинцово, Кубинка, Голицыно, Дорохово, Звенигород, Можайск, Бородино | Лобня, Дмитров, Дубна, Савёлово, Талдом, Вербилки, Икша |
| Отменённые       | |                                                         |
| экспресс         | Можайск | Дмитров, Лобня                                          |
| Обычные пригород | | Костино, Жёлтиково                                      |

С 5 июля 2010 года была назначена остановка экспрессу Москва — Лобня (с осени 2011 года — РЭКС). С 2015 года на платформе также останавливались экспрессы Москва — Дмитров. С вводом нового расписания МЦД (с 21 ноября 2019 года) данные экспрессы были отменены, но при этом появилась остановка у экспрессов до Большой Волги и Дубны в обе стороны.

## Наземный общественный транспорт

### Городской
На этой станции можно пересесть на следующие маршруты городского пассажирского транспорта:
- Автобусы: 352, 560, 563, 746

### Областной
На этой станции можно пересесть на следующие маршруты областного назначения (общественный транспорт до Лобни, Химок и Мытищ):
| №                       | Конечная остановка 1        | Промежуточные остановки   | Конечная остановка 2   | Перевозчик |
| ----------------------- | --------------------------- | ------------------------- | ---------------------- | ---------- |
| 1                       | Платформа Долгопрудная      | Проспект Пацаева          | Заводская улица        |            |
| 1А                      | Платформа Долгопрудная      | Заводская улица           | Проспект Пацаева       |            |
| 2                       | Автопарк                    | —                         | Военкомат              |            |
| 3                       | Платформа Долгопрудная      | Хлебниково                | Шереметьево-1          |            |
| 4                       | Платформа Долгопрудная      | —                         | Водники                |            |
| 24                      | Мытищи (Автостанция Мытищи) | МКАД — Алтуфьевское шоссе | Платформа Долгопрудная |            |
| 32                      | Химки (Улица Дружбы)        | МКАД                      | Платформа Долгопрудная |            |
| 33                      | Платформа Долгопрудная      | Платформа Водники         | Ново-Александрово      |            |
| 38                      | Платформа Долгопрудная      | Павельцево — Катюшки      | Лобня                  |            |
| 368                     | Платформа Долгопрудная      | —                         | Ховрино                |            |
| 472                     | Платформа Долгопрудная      | —                         | Сходненская            |            |
| 1078                    | Платформа Долгопрудная      | —                         | Платформа Левобережная |            |
| Маршрутные такси        |                             |                           |                        |            |
| 5                       | Платформа Долгопрудная      | Набережная улица          | Платформа Долгопрудная |            |
| 6                       | Платформа Долгопрудная      | —                         | Лихачевский поворот    |            |
| 7                       | Платформа Долгопрудная      | —                         | Молодёжная улица       |            |
| 8                       | Платформа Долгопрудная      | —                         | Водники                |            |
| 545                     | Платформа Долгопрудная      | —                         | Алтуфьево              |            |
| «№» — кольцевой маршрут |                             |                           |                        |            |

## Галерея

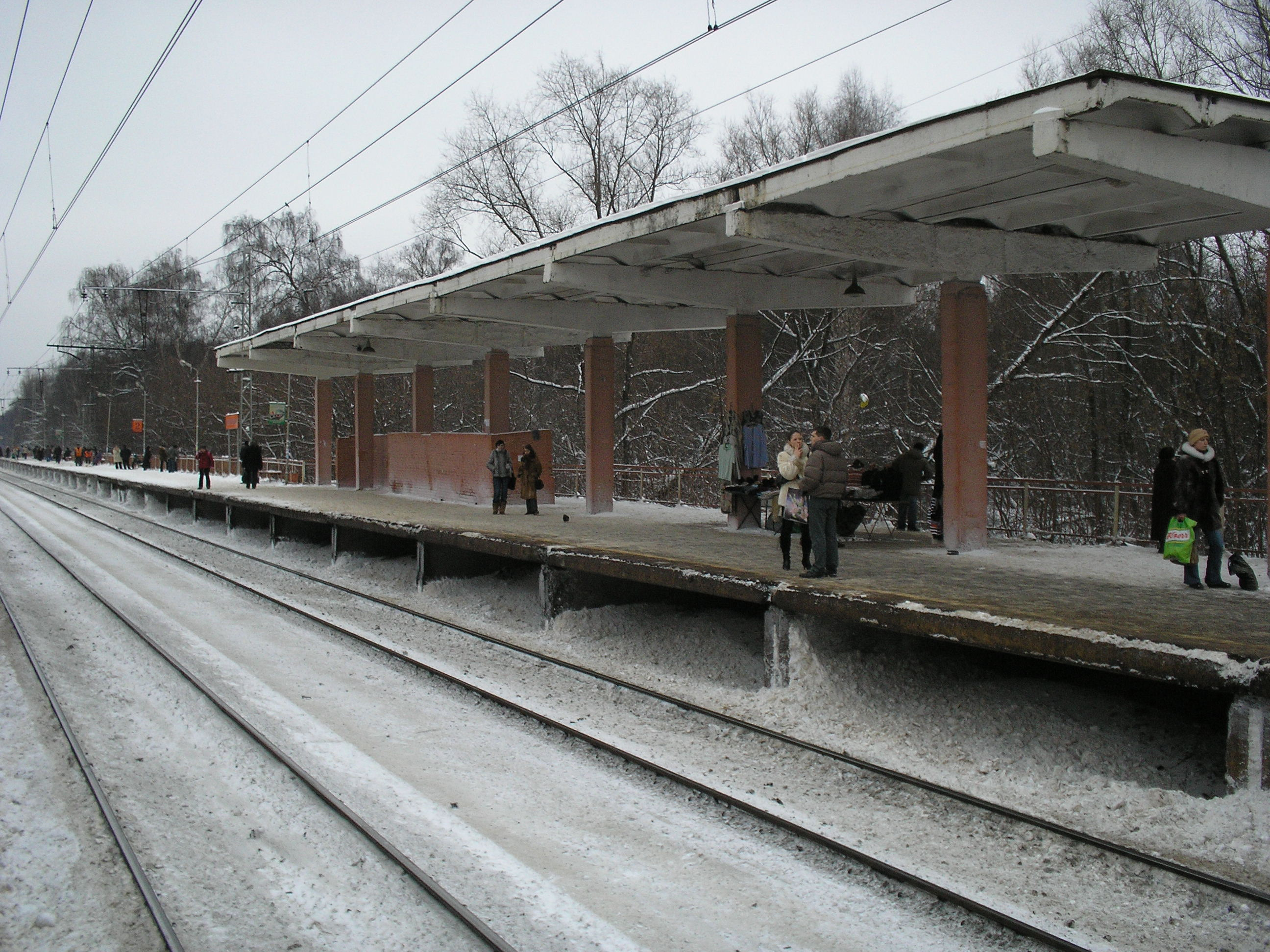
Старая платформа
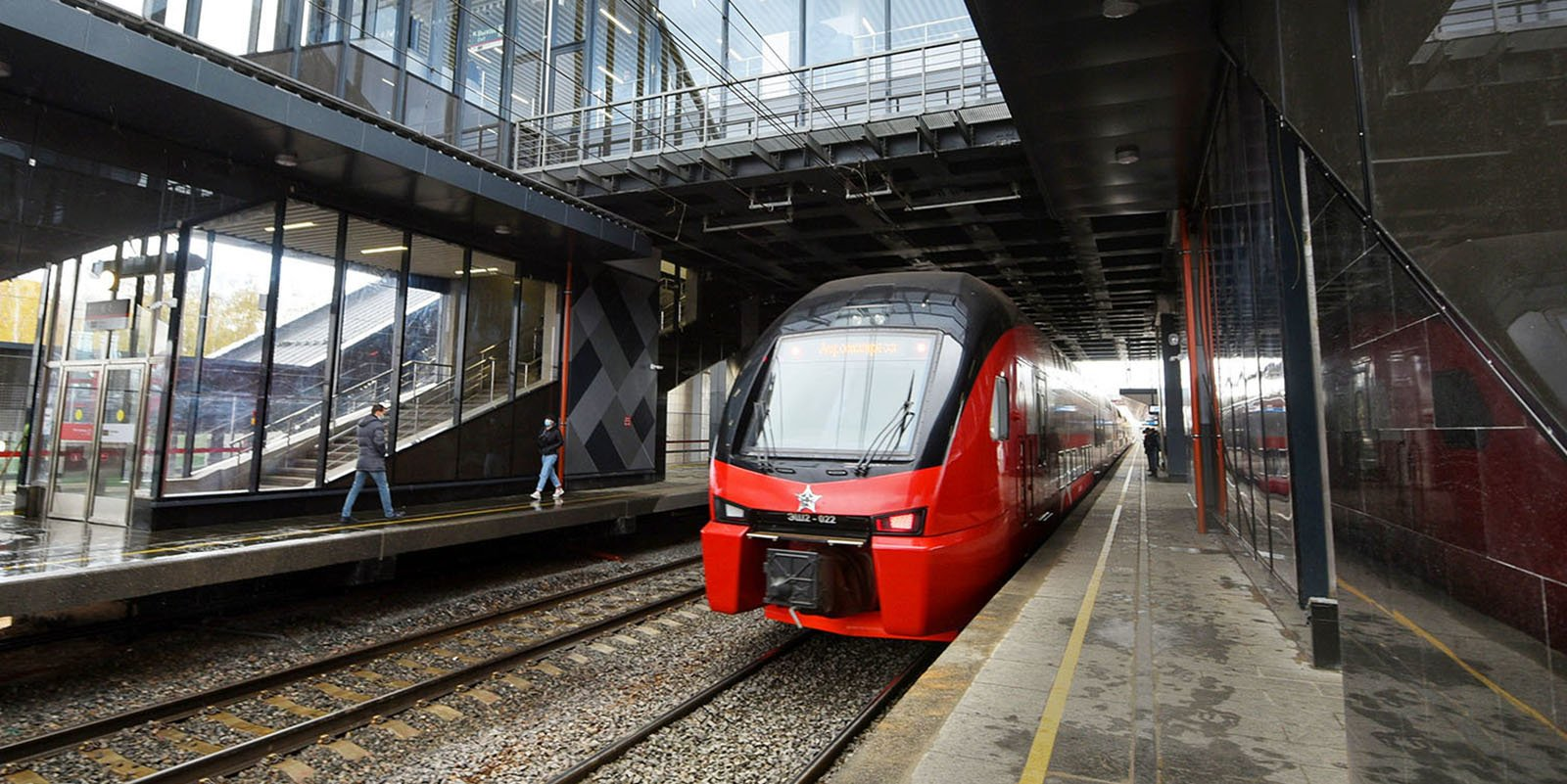
2020 год. Электропоезд ЭШ2 ООО «Аэроэкспресс» на платформе обновлённого ОП под конкорсом